# LittleBigPlanet 2
LittleBigPlanet 2, comúnmente abreviado como LBP 2 es un videojuego de plataformas y de lógica sandbox desarrollado por Media Molecule y publicado por Sony Computer Entertainment para la PlayStation 3. El juego se lanzó en América del Norte el 18 de enero de 2011, en Europa continental el 19 de enero de 2011, en Australia y Nueva Zelanda el 20 de enero de 2011 y en el Reino Unido e Irlanda el 21 de enero de 2011.
Es una secuela directa de LittleBigPlanet (2008) y el tercer juego de la serie después de un juego para la PSP (2009). La mayoría de los más de 3 millones de niveles creados por los usuarios en el primer juego se pueden jugar y editar en LittleBigPlanet 2. A diferencia de su predecesor, que se comercializó como un juego de plataforma, LittleBigPlanet 2 se comercializó como una "plataforma para juegos", con más atención en su contenido generado por el usuario. El soporte para PlayStation Move se añadió al juego a través de una actualización de software en septiembre de 2011, lo que permitió a los usuarios jugar al juego utilizando el controlador de movimiento PlayStation Move junto con un controlador de navegación o un mando. La funcionalidad en línea del juego se suspendió oficialmente después de un largo período de interrupción el 13 de septiembre de 2021, junto con los servicios para LittleBigPlanet (2008), LittleBigPlanet PS Vita, y la versión para PlayStation 3 de LittleBigPlanet 3.

## Jugabilidad
LittleBigPlanet 2 presenta una jugabilidad en el modo juego parecida a su predecesor, con la diferencia de que estos controles predeterminados pueden ser modificados en el modo crear por el creador con una herramienta denominada controlinador. En el modo crear se ha añadido una gran cantidad de aparatos de lógica y se le ha dado una nueva imagen a los ya existentes.
Como en el anterior juego, LBP 2 presenta una serie de niveles prediseñados en los que se tiene la oportunidad de conseguir los materiales, herramientas y pegatinas necesarias para la creación de niveles en el modo crear. A diferencia de LBP, en el que los niveles estaban basados en distintos países del mundo, en su secuela, estos están basados en determinadas épocas: el renacimiento, la guerra fría...
También se han añadido nuevos trajes en el modo historia que permiten personalizar aún más a tu sackboy. Estos nuevos trajes son más complejos ya que presentan brillos, animaciones y movimientos.

### Creación
La principal atracción de LBP 2 frente a su predecesor, es la gran evolución en cuanto al modo crear, debido a la añadidura de herramientas y objetos determinadamente importantes que permiten crear nuevos modos de juego y simplificar mucho más la creación de niveles para el jugador. Esto ha influido mucho en la jugabilidad y ayudó a tenér la 4° mejor venta de juegos del año 2011. Para ello se han añadido las siguientes herramientas entre otras.

#### Funciones
Dentro de las funciones se ha añadido una herramienta de pegamento avanzado, que permite unir piezas seleccionadas con precisión, una herramienta que permite controlar la dirección del brillo que emiten ciertos objetos y una nueva herramienta de peligro que añade plasma al objeto seleccionado (el plasma solo estaba anteriormente disponible en el pack de expansión de Metal Gear Solid)

#### Emisores
En esta sección del popit se han añadido una máquina de humo y las notas para poder grabar mensajes en los niveles.

#### Desplazadores
Son unas herramientas que al colocarlas en un objeto como si fueran pegatinas, permiten que un objeto siga a otro, se desplace en una determinada dirección o que este desplazamiento sea controlado directamente por un controlinador.

#### Giratorios
Muy parecidos a los desplazadores pero con la diferencia de que los objetos giren ya sea de forma preestablecida, para mantenerse en el mismo ángulo, en dirección a donde se mueven, o en dirección a otro objeto.

#### Tarjetas de circuitos
Las tarjetas de circuitos son herramientas muy útiles al crear ya que no ocupan un espacio real sobre los objetos, evitando recargar objetos de lógica y controlar a la vez una gran cantidad de dispositivos. Se encuentran en diversas herramientas, como en el microchip, que consiste únicamente en una tarjeta de circuitos.

#### Interruptores o sensores
Además de los ya que existentes se han añadido el sensor de agua, el sensor de proyectil y el sensor de impacto.

#### Puertas lógicas
Sus nombres imitan a las puertas lógicas reales. Sirven para administrar más de una salida de un dispositivo. Pueden hacer que el dispositivo se active al activarse todas las salidas de la puerta, que esto ocurra cuando solo una salida este activa, o cuando cualquiera de ellas lo este.

#### Lógica avanzada
Permiten hacer administrar de forma más compleja los dispositivos para hacerlos accionar siguiendo un determinado orden, que se activen al pasar unos segundos, haga falta pulsar activar varias veces algo para que el dispositivo se accione. Además poseen una gran cantidad de ajustes que pueden cambiar completamente su uso predeterminado.

#### Ajustadores globales
Son herramientas que cambian los ajustes globales a lo largo del nivel en el modo juego. Debido a que hay nuevos ajustes globales (agua, sonido y gravedad) también se han añadido sus correspondientes ajustadores. También permiten terminar el nivel en determinado momento y dar puntos extra al jugador.

#### Ajustadores de material
Permiten ajustar los parámetros (peligrosidad, gravedad, fricción, agarrabilidad, momento de destrucción...) de objetos de forma individual.

#### Vínculo de niveles
Esta herramienta tiene la forma de un punto de control cualquiera con la particularidad de que al ser activada, hace terminar el nivel actual y te transporta automáticamente a otro nivel existente. Si públicas un nivel como subnivel y lo enlazas con más niveles puedes hacer que varios niveles aparezcan publicados como uno solo.

#### Potenciadores
Añaden nuevas características y habilidades a tu sack al recogerse. Se han añadido el gancho de agarre (permite agarrarte a objetos que se encuentran a cierta distancia y balancearte mejor) los manopladores (permiten sujetar objetos agarradles por encima de la cabeza y lanzarlos)
el creatinador (emite un objeto determinado por el creador al pulsar R1) y las plataformas de salto (te hacen saltar siempre a la misma altura).

#### Controlinador
Es una herramienta muy útil y versátil. Posee una tarjeta de circuitos que tiene una imitación de mando playstation con el que se le puede asignar a cada botón una determinada función o utilidad. De esta manera se pueden crear vehículos, robots y artilugios controlables directamente. También se permite que un controlinador controle a otro.

#### Proyectiles
Son elementos de peligro formados únicamente por el propio elemento de peligro. Los proyectiles son de cuatro tipos: fuego, plasma, electricidad y agua. También se incluye en esta sección el misil, aunque en realidad no es en si un proyectil.

#### Sackbots
Los sackbots son herramientas que consiste en un auténtico sackboy que al que se le puede personalizar el traje y ajustar su comportamiento, ya sea para que actué, siga o huya del jugador y que tenga miedo o no al peligro y a las alturas. Los sackbots, poseen además una tarjeta de circuitos en donde se encuentra el interruptor de comportamiento principal. Añadiendo cámaras de cine, más interruptores de comportamiento, bocas mágica... se pueden conseguir actuaciones muy complejas.

#### Secuenciador musical
El secuenciador musical se usa para crear composiciones musicales personalizadas. Tiene una gran cantidad de ajustes y una interfaz parecida al de los programas informáticos de creación de música, pero más sencilla y fácil de usar.

#### Cámara de cine
Esta cámara posee una mayor cantidad de ajustes, se le pueden añadir transiciones y se pueden conectar varias cámaras entre sí. Puedes hacer tus propias cinematografías con ayuda de sensores, conectores, microchips, pero sobre todo con Sackbots.

#### Ajustes globales
Entre los nuevos ajustes, encontramos el modo de nivel, que se puede elegir entre cooperativo(normal), confrontación (los jugadores aparecen en entradas diferentes y hay un marcador de puntuaciones para cada uno) y secuencia (el sackboy no aparece por la entrada sino que solo se muestran las imágenes programadas en las cámaras de cine). Luego encontramos los ajustes referentes a la escucha y reverberación del sonido, agua y gravedad.
Estas nuevas herramientas se pueden combinar entre sí junto con las antiguas para formar sistemas de lógica muy complejos. También hay novedades en materiales ya que se añaden materiales con algunas características especiales. También hay una nueva categoría de material, el holograma, que tiene color, animación y brillo personalizado, flota en el aire y es traspasable, por lo que es ideal para crear barras de salud, marcadores...

## Modo en línea
Para el modo en línea se ha añadido una interfaz que permite una exploración de niveles más rápida. Además se han añadido otras funciones como la decoración de mi luna y mi tierra la exposición de pines (insignias de menor categoría que los trofeos) y la posibilidad de jugar a niveles que están publicados en LBP 1. Este modo junto con los modos en línea de LittleBigPlanet y LittleBigPlanet 3 de Playstation 3 y la versión de PlayStation Vita fueron cerrados el 13 de septiembre de 2021

## LittleBigPlanet 2: Move Pack
El 14 de diciembre de 2011 salió un nuevo DLC en PlayStation®Store que permite jugar niveles adicionales y crear niveles con el mando de movimiento PlayStation®Move. Este pack trae un nuevo modo historia 'El Alzamiento del Engendro' con 5 niveles, 7 minijuegos y 2 videos. En cuanto los objetos de creación trae: Un nuevo potenciador para Sackboy: la grúa cerebral, 3 nuevos y potentes artilugios para usar con PlayStation®Move: el Movinador, el Grabador de movimiento y la herramienta de pintura (Con tutoriales para saber como usarlos). También trae 11 trofeos adicionales y además trajes, pegatinas, objetos, pines, etc.

## Conjunto de Niveles Premium de Los Teleñecos (Muppets)
El 23 de enero de 2012 salió un nuevo DLC en PlayStation®Store de niveles y objetos adicionales de Los Muppets, para LBP2. Este pack trae 5 niveles, 2 minijuegos, 2 videos, y un tutorial sobre el novedoso material para crear: Atractogel, un material alterado raramente capaz de atraer a Sackboy y pegarlo a cualquier pared o techo. También incluye 7 trofeos adicionales y además pegatinas, objetos, pines, etc. (Trajes se venden por separado)

## LittleBigPlanet 2: Cross-Controller Pack
En febrero de 2013 salió un nuevo DLC en PlayStation®Store que permite jugar Niveles adicionales y crear niveles cooperando con la consola
PlayStation®Vita. Este pack trae un nuevo modo historia en la que Sackboy viaja a través del Omniverso para descubrir un tesoro perdido, con 4 niveles, 1 minijuego, y 3 videos. En cuanto los objetos de creación trae: El agujero de gusano, el Vitanator, el sensor de etiquetas remoto y el radar de etiquetas (Con tutoriales para usarlos). También trae 7 trofeos adicionales y además pegatinas, objetos, pines, trajes (Cross-Buy), etc.

## Recepción
LittleBigPlanet 2 recibió una calificación de 92 en Metacritic, un 9,5 en MeriStation y un 9,2 en Vida Extra.